# Sun Gang
Dans ce nom chinois, le nom de famille, Sun, précède le nom personnel.
Pour les articles homonymes, voir Sun.
Sun Gang (chinois : 孙刚), né le 5 avril 1993, est un escrimeur handisport chinois. Il évolue majoritairement à l'épée et au fleuret malgré quelques participations au sabre à de plus rares occasions. Il participe aux évènements individuels en catégorie A (avec équilibre du tronc). Il est quadruple champion paralympique et quadruple champion du monde.

## Biographie
Sun Gang naît dans une famille de mineurs. Depuis très jeune, l'une de ses jambes est paralysée à cause de la polio, mais cela ne l'empêche pas d'apprécier le sport et de beaucoup pratiquer, notamment du tennis de table et du basket-ball. En 2009, alors qu'il n'a pourtant jamais fait d'escrime, l'escrimeuse Rong Jing lui conseille de s'essayer à ce sport. Les débuts sont un peu difficiles mais il tombe rapidement sous le charme de la discipline. Il décide alors de se concentrer pleinement dessus. Il intègre alors le Jiangsu Sportscenter, un club sportif chinois.
En 2015, il remporte son premier titre mondial individuel à l'épée mais ne parvient pas au même exploit au fleuret car il perd la finale face Ye Ruyi. Il parvient tout de même à décrocher l'argent
Il participe à deux éditions des Jeux paralympiques. Il prend d'abord par à ceux de 2016 à Rio de Janeiro durant lesquels il remporte quatre médailles dans deux armes différentes : deux en or à l'épée et au fleuret, une en argent à l'épée et une dernière en bronze au fleuret. Ces résultats lui semblent globalement très bons, exception faite pour le bronze qui lui paraît un peu décevant
Il remporte la médaille d'argent lors des Jeux mondiaux organisés par la Fédération internationale des sports en fauteuil et pour amputés (IWAS) à Charjah. Il poursuit sur sa lancée quelques mois plus tard en remportant deux titres au fleuret (or et bronze) à l'occasion des Championnats du monde. Le mois qui suit, il décroche la médaille d'or au fleuret dans l'épreuve de coupe du monde à Amsterdam après une finale serrée face à Richárd Osváth (15-14).
Ses seconds Jeux paralympiques se déroulent à Tokyo en 2021 durant lesquels il rapoorte chez lui trois médailles : deux en or au fleuret, et une en argent à l'épée. Sa victoire au fleuret en individuel a une importance particulière car il s'agit à son sens du point culminant de sa carrière au fleuret et qu'il a finalement vaincu Osváth, un rival féroce.
Il est marié.

## Palmarès
- Jeux paralympiques
  -  Médaille d'or à l'épée aux Jeux paralympiques d'été de 2016 à Rio de Janeiro
  -  Médaille d'or au fleuret par équipes aux Jeux paralympiques d'été de 2016 à Rio de Janeiro
  -  Médaille d'or au fleuret aux Jeux paralympiques d'été de 2020 à Tokyo
  -  Médaille d'or au fleuret par équipes aux Jeux paralympiques d'été de 2020 à Tokyo
  -  Médaille d'or à l'épée aux Jeux paralympiques d'été de 2024 à Paris
  -  Médaille d'or au fleuret aux Jeux paralympiques d'été de 2024 à Paris
  -  Médaille d'or à l'épée par équipes aux Jeux paralympiques d'été de 2024 à Paris
  -  Médaille d'or au fleuret par équipes aux Jeux paralympiques d'été de 2024 à Paris
  -  Médaille d'argent à l'épée par équipes aux Jeux paralympiques d'été de 2016 à Rio de Janeiro
  -  Médaille d'argent à l'épée par équipes aux Jeux paralympiques d'été de 2020 à Tokyo
  -  Médaille de bronze au fleuret aux Jeux paralympiques d'été de 2016 à Rio de Janeiro

- Championnats du monde
  -  Médaille d'or par équipes (fleuret) aux championnats du monde 2013 à Budapest
  -  Médaille d'or par équipes (épée) aux championnats du monde 2013 à Budapest
  -  Médaille d'or en individuel (épée) aux championnats du monde 2015 à Eger
  -  Médaille d'or par équipes (fleuret) aux championnats du monde 2019 à Cheongju
  -  Médaille d'argent en individuel (fleuret) aux championnats du monde 2015 à Eger
  -  Médaille de bronze en individuel (fleuret) aux championnats du monde 2013 à Budapest[14]
  -  Médaille de bronze en individuel (fleuret) aux championnats du monde 2019 à Cheongju